# Haarlemmermeer
Haarlemmermeer là một đô thị ở tỉnh Noord-Holland, Hà Lan. Đây là một vùng đất lấn biển và được đặt tên là Haarlemmermeer có nghĩa là hồ của Haarlem, đề cập đến khu vực nước mà khu vực này được lấn vào thế kỷ 19.
Thị xã chính là Hoofddorp. Đây là một trong những đô thị lớn nhất (dân số 70.030) ở Hà Lan mà tên không được đặt cho đô thị đó.

## Các trung tâm dân cư
Đô thị Haarlemmermeer gồm các trung tâm dân cư: Aalsmeerderbrug, Abbenes, Badhoevedorp, Beinsdorp, Boesingheliede, Buitenkaag, Burgerveen, Cruquius, De Hoek, Hoofddorp, 't Kabel, Leimuiderbrug, Lijnden, Lisserbroek, Nieuwe Meer, Nieuwebrug, Nieuw-Vennep, Oude Meer, Rijsenhout, Rozenburg, Schiphol, Schiphol-Rijk, Vijfhuizen, Weteringbrug, Zwaanshoek, Zwanenburg.
xem bản đồ vị trí.